# Spanning (verhaal)
Spanning is het woord dat met name wordt gebruikt voor de spanningsopbouw in romans en films.
Op het gebied van film wordt de term vooral geassocieerd met het werk van Alfred Hitchcock. Spanning is dan het creëren van een "spannende" situatie door bijvoorbeeld de kijker meer te laten weten dan de hoofdrolspelers. Bekende films van Hitchcock waarin de techniek wordt toegepast zijn onder andere Rear Window, North by Northwest en Psycho.
Spanning kan worden gecreëerd door 
- Informatie achterhouden en die stukje bij beetje vrijgeven. Dit is ook soms retardering genoemd
- De lezer nieuwsgierig maken naar de afloop door hem te laten vooruitblikken in de toekomst
- De lezer meer laten weten dan een personage (het Jan Klaassen-syndroom) met centraal de vraag of het personage het gevaar tijdig zal ontdekken
- De lezer telkens net genoeg nieuwe informatie geven, zodat die zich steeds weer een andere afloop van het verhaal kan voorstellen
- De lezer opzadelen met nieuwe vragen telkens als hij een vraag oplost
- Werken met cliffhangers. De schrijver breekt het verhaal op een cruciaal moment af door een nieuw hoofdstuk te beginnen en plotseling een andere verhaallijn begint uit te werken.
- De lezer informatie geven die hij in feite niet nodig heeft en hem zo op het verkeerde been zetten. In het jargon heet dat een red herring.